# ReVolta
La ReVolta es una carrera ciclista femenina que se disputa en Cataluña. La prueba, que debe su nombre a las redes sociales, está organizada por la Volta Ciclista a Catalunya Associació Esportiva y se celebró por primera vez en 2018, cuando se hizo coincidir con la última etapa de la 98.ª edición de la Vuelta a Cataluña.

## Historia
La primera edición de la ReVolta se celebró el 25 de marzo de 2018, coincidiendo con la última etapa de la Vuelta a Cataluña de 2018. Las 118 ciclistas inscritas debían rodar durante 45 minutos más una vuelta extra en torno a un circuito de 3,85 km por la montaña de Montjuïc, en Barcelona. De esta forma, se aprovechaba la infraestructura y la cobretura televisiva de la prueba ciclista masculina, que acabaría en el mismo circuito. La vencedora de esta primera edición de la reVolta fue Lauren Stephens (Cylance ProCycling), quien ganó Lorena Llamas (Movistar Team) en el esprint. La ciclista sub-23 Sofía Rodríguez (Sopela Women Team) quedó tercera, a 9 segundos.
Pese a que se pretendía que se convirtiera en una competición anual, debido a varias incidencias no volvió a celebrarse hasta el 2021. La edición de 2019 no se pudo organizar porque en la fecha escogida, el 31 de marzo de 2019, coincidiendo con la última etapa de la Vuelta 2019, ya había otra competición ciclista femenina de categoría superior programada. En 2020, se había programado la carrera para el 12 de julio, en un recorrido que debía transcurrir por San Cugat del Vallés; pero, debido a la epidemia de la Covid-19, el 5 de mayo se decidió suspenderla hasta el año siguiente.
El 11 de enero de 2021, se anunció que la segunda edición de la reVolta se celebraría el 30 de mayo siguiente a lo largo de un circuito que tendría inicio y final en San Cugat del Vallés. Esto demostraba la voluntad de la organización de dotar a la competición de una entidad propia ya que se presentaba una fecha y un recorrido propio de 97 km, con dos dificultades montañosas a superar: el Alt de la Capçuda (tercera categoría) y el Alto de la Cruz de Aragall (primera categoría). La vencedora de esta segunda edición fue la noruega Katrine Aalerud (Movistar Team).
Un año más tarde, durante la presentación de la edición de 2022, el director de la prueba, Rubèn Peris, confirmó que se pretendía hacer de la reVolta una competición internacional y que se convirtiera en una prueba por etapas en 2023. A la hora de la verdad, la edición de 2023 siguió siendo una clásica; pero, por primera vez, era considerada de categoría internacional UCI (1.1), incrementaba su kilometraje y era retransmitida en directo por televisión.

## Palmarés
| Año  | Ganador          | Segundo          | Tercero         |
| ---- | ---------------- | ---------------- | --------------- |
| 2018 | Lauren Stephens  | Lorena Llamas    | Sofia Rodriguez |
| 2021 | Katrine Aalerud  | Vita Heine       | Anna Baidak     |
| 2022 | Clara Koppenburg | Mireia Benito    | Aurela Nerlo    |
| 2023 | Claire Steels    | Clara Koppenburg | Josie Talbot    |